# Marcello Beda
Marcello Beda (10 de enero de 1995) es un deportista italiano que compite en piragüismo en la modalidad de eslalon. Ganó una medalla de plata en el Campeonato Mundial de Piragüismo en Eslalon de 2021, en la prueba de K1 individual.

## Palmarés internacional
| Campeonato Mundial | Campeonato Mundial      | Campeonato Mundial | Campeonato Mundial |
| Año                | Lugar                   | Medalla            | Competición        |
| ------------------ | ----------------------- | ------------------ | ------------------ |
| 2021               | Bratislava (Eslovaquia) | Medalla de plata   | K1 individual      |